# Linz am Rhein
Linz am Rhein är en stad i den tyska delstaten Rheinland-Pfalz med cirka 6 000 invånare och en yta på 18 km². Staden ligger i delstatens norra del, omkring 25 kilometer söder om Bonn.
Staden ingår i kommunalförbundet Verbandsgemeinde Linz am Rhein tillsammans med ytterligare sex kommuner.
Stadens huvudsakliga näring är numera turism.